# مو كه
مو كه (بالصينية: 莫科) مواليد 8 سبتمبر 1982 في تشانغتشون، هو لاعب كرة سلة صيني. يلعب مع فريق باي روكتز كلاعب وسط. يحمل الرقم 6. يبلغ طوله 6 قدم 10 3⁄4 بوصة (2.1 م). مثّل منتخب بلاده. شارك في دورة الألعاب الأولمبية الصيفية سنة 2004. حقق المركز الأول في دورة الألعاب الآسيوية 2006.

## سجل المنافسة
شارك في المنافسات التالية:
- الألعاب الأولمبية الصيفية 2004

## الميداليات
| الميدالية | المسابقة                   |
| --------- | -------------------------- |
| ذهبية     | دورة الألعاب الآسيوية 2006 |

## روابط خارجية
- مو كه على موقع الاتحاد الدولي لكرة السلة (الإنجليزية)
- مو كه على موقع الاتحاد الدولي لكرة السلة (الإنجليزية)
- مو كه على موقع كرة السلة الأوروبية.كوم (الإنجليزية)
- مو كه على موقع ريلجم (الإنجليزية)
- مو كه على موقع بروبوليرز (الإنجليزية)
- مو كه على موقع سبورتس رفرنس (الإنجليزية)
- مو كه على موقع أوليمبيديا (الإنجليزية)
- مو كه على موقع اللجنة الأولمبية الصينية (الإنجليزية)